# Rivière de Gitathuru
 (août 2025).
La rivière de Gitathuru est une rivière située à Nairobi, au Kenya.
Ses eaux se jettent dans le fleuve Athi-Galana-Sabaki et finalement dans l'océan Indien.